# Shikantaza
Shikantaza (只管打坐) est un terme japonais utilisé dans l'école du bouddhisme zen Sōtō qui peut être traduit par « seulement s'asseoir »  ou « être assis sans rien faire » et qui décrit l'attitude à adopter lors de la méditation zazen. Il s'agit d'un concept central de l'école Sōtō, pour laquelle s'asseoir (en zazen) est la manifestation et la réalisation de l'éveil (jap. : satori)

## Origine
Shikantaza est une notion centrale du zen sōtō et de l'enseignement de son fondateur, Dōgen. L'école Sôtô attribue l'introduction de cette pratique à son fondateur, Dōgen, qui affirmait qu'elle lui avait été enseignée par Rujing, qui avait été son maître chan lors de son séjour en Chine. On considère que Dôgen fut l'avocat du « seulement s'asseoir », en reprenant la posture qui fut celle des bouddhas (en particulier Siddhartha Gautama) et des patriarches du zen (comme Bodhidharma).

## Le concept deshikantaza

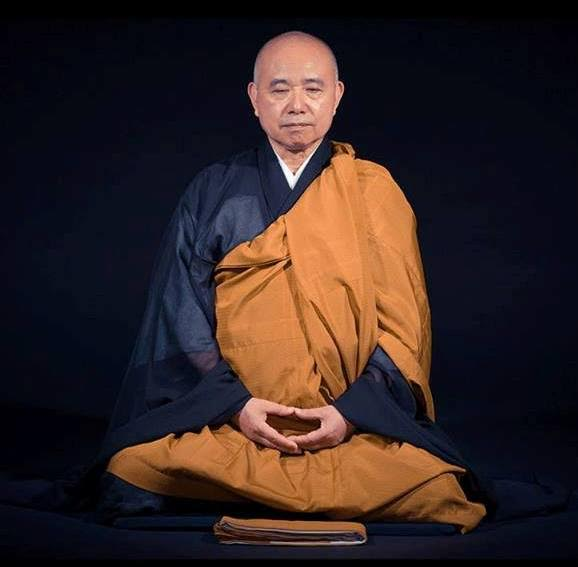
Le maître zen sôtô japonais Tetsujo Deguichi pratiquant shikantaza.

La pratique de zazen semble dans l'école Rinzai viser certains objectifs et reposer sur des méthodes, comme la pratique du kōan, ou encore le susokukan, ou décompte des respirations). En revanche, l'idée au cœur de shikantaza est que zazen ne doit pas être pratiqué en espérant en obtenir quelque bénéfice, car s'agit d'une pratique sans but ni esprit de profit, aussi bien matériel que spirituel (jap.: mushotoku); zazen consiste simplement à s'asseoir et à laisser passer les pensées qui apparaissent et disparaissent, sans chercher à « faire le vide ». C'est donc pratiquer zazen sans autre but que la pratique en elle-même. Comme le dit l'Association Zen Internationale: « On ne pratique pas zazen pour obtenir l’éveil, car zazen en soi est éveil. Zazen nous révèle à notre nature véritable, nature de Bouddha. L’éveil est la condition normale, naturelle, de l’esprit. »
Shikantaza ne désigne donc pas tant une technique à part entière que l'attitude mentale propre à la pratique de zazen, le « lâcher prise ». Il s'agit de se détacher, au sens de laisser les sensations et les pensées émerger et disparaître sans chercher à les maintenir ni à les évacuer. Ainsi, les pensées disparaissent d'elles-mêmes, par le fait que le méditant ne recherche rien de particulier : il pense sans penser, « au-delà de la pensée » (hishiryō).
Shikantaza pointe une réussite de la pratique, l'accomplissement de la nature éveillée présente en chacun, mais dont la manifestation est entravée par l'attachement, y compris à la pratique de la méditation et à la poursuite de l'éveil, là où le méditant qui pratique shikantaza a renoncé à atteindre quoi que ce soit.
Shikantaza est étroitement lié à la pratique de l'illumination silencieuse (jap: « 黙照禅 (Mokushō Zen?) »), théorisée par Hongzhi Zhengjue (1091-1157), et dans l'école Sôtô, le mot « shikantaza  »a largement remplacé « Mokushō Zen ».

## Citations autour deshikantaza

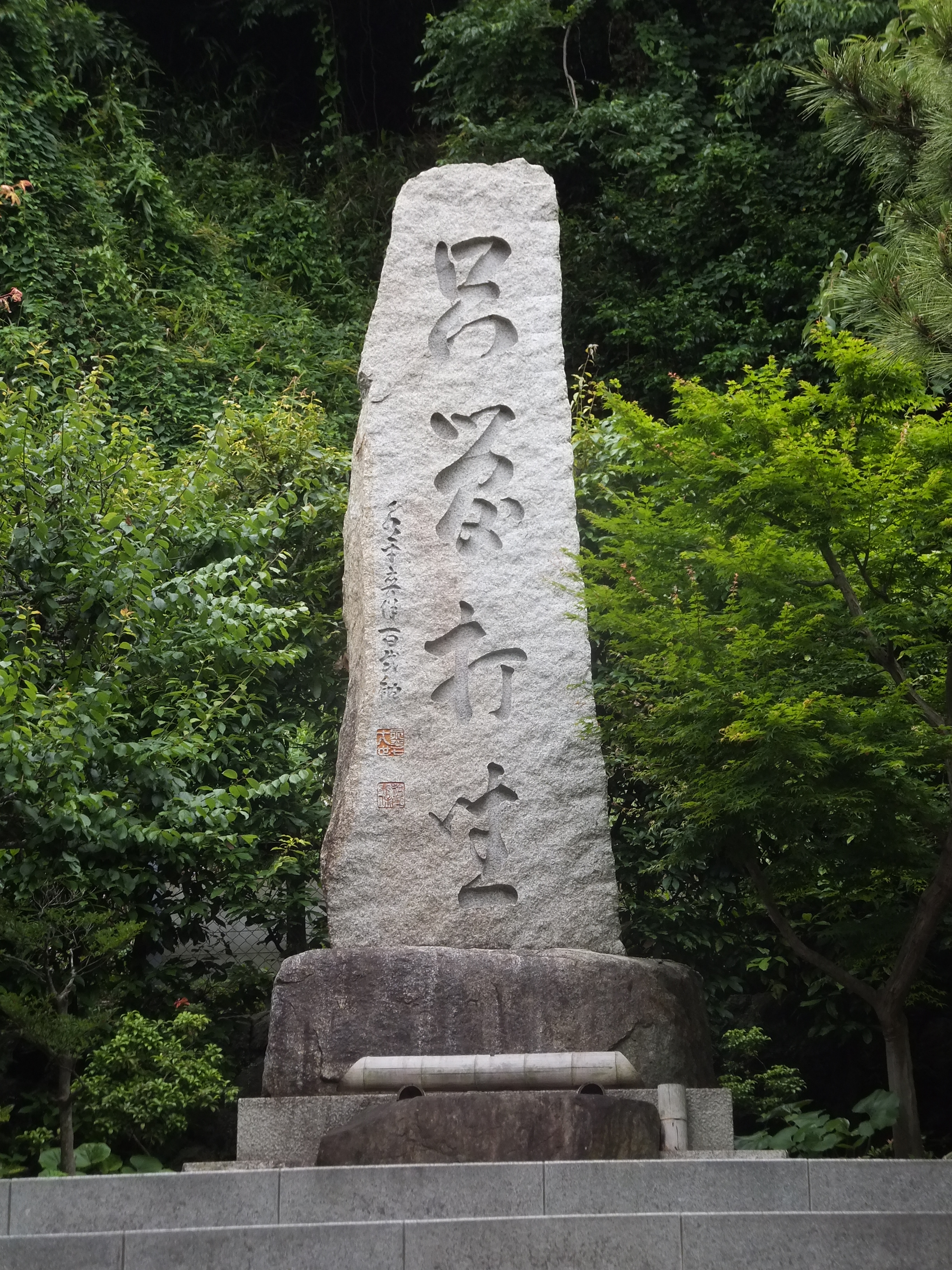
Le mot Shikantaza gravé sur cette stèle en l'honneur de Dôgen. Kamakura.

- « Abandonnez les offrandes d'encens, les prosternations, le nenbutsu, la pratique du repentir et la lecture des sutras : restez simplement assis (shikantaza)[8]. » Les traducteurs de ce texte font cependant remarquer que ni Dôgen ni son maître Rujing renoncèrent à ces pratiques dans leurs monastères, si bien qu'il ne faut pas prendre littéralement cette recommandation (qui est de Ruijing que Dôgen cite) , mais plutôt y voir une insistance sur le caractère central de shikantaza.
- « Même si certains savent par expérience que s'asseoir est le dharma du bouddha, nul ne sait s'asseoir pour s'asseoir. » (Dōgen[Où ?])

- « Zazen, c'est simplement être présent pendant zazen lui-même, c'est shikantaza. Ce n'est pas quelque chose que vous pourrez acquérir après avoir fait zazen. » (Dainin Katagiri (en), Retour au silence[Où ?])
- « Shikantaza, être seulement assis sans rien faire, sans rien chercher, sans rien attendre, sans rien espérer. C'est le zazen de l'Éveil silencieux, celui de Shâkyamuni, et de Dôgen Zenji. Shikantaza, c'est pratiquer zazen, sans autre but que zazen lui-même, se laisser faire par lui. Ce n'est plus vous qui faites zazen, c'est zazen qui vous fait, qui vous remodèle. » (Jacques Brosse[4])

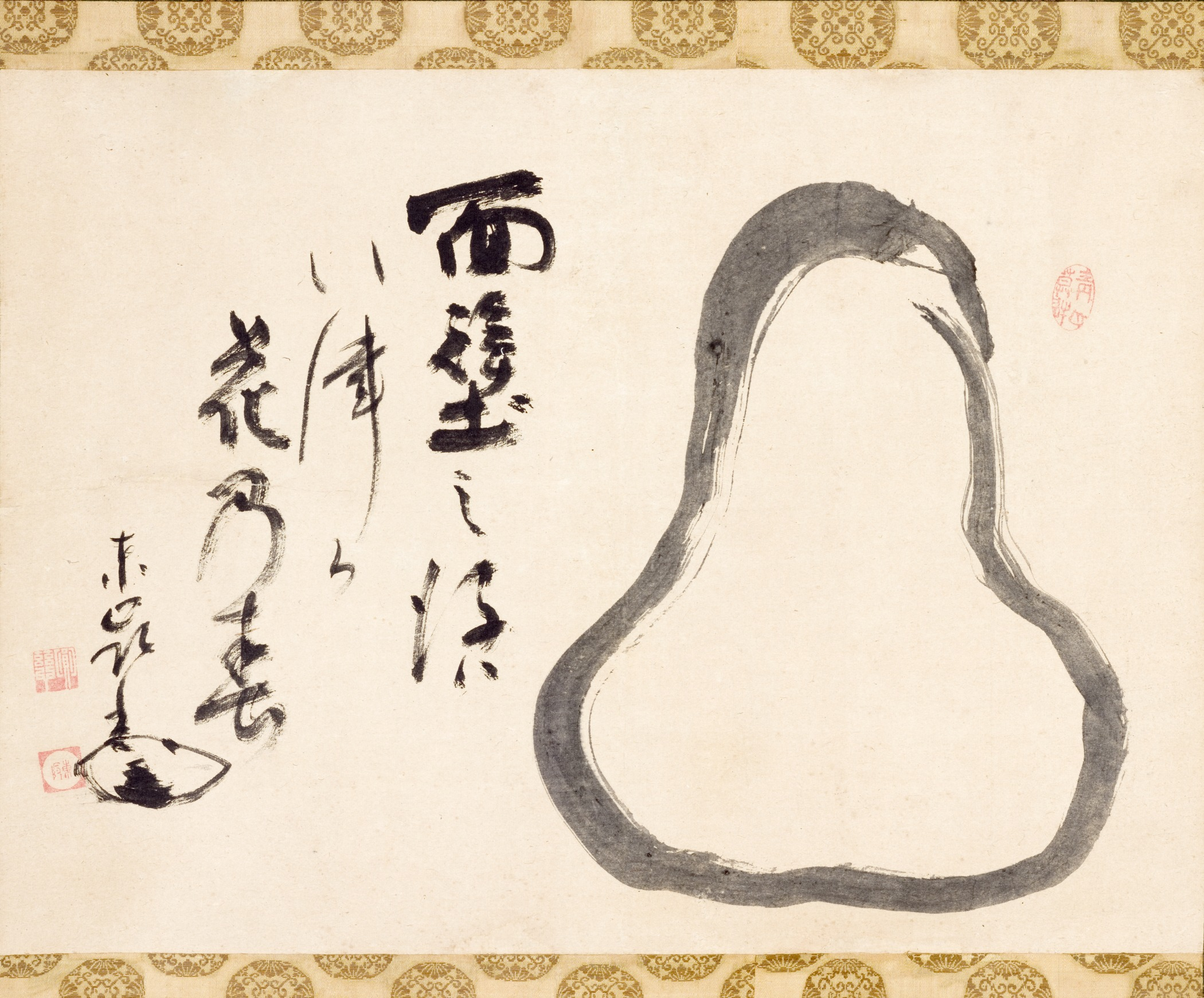
(Japon, 1721-1792). Bodhidharma en méditation. Encre sur papier. Musée d'Art du comté de Los Angeles.